# Недарчув-Ґурни-Весь
Недарчув-Ґурни-Весь (пол. Niedarczów Górny-Wieś) — село в Польщі, у гміні Казанув Зволенського повіту Мазовецького воєводства.
Населення — 128 осіб (2011).
У 1975-1998 роках село належало до Радомського воєводства.

## Демографія
Демографічна структура станом на 31 березня 2011 року:
|          | Загалом | Допрацездатний вік | Працездатний вік | Постпрацездатний вік |
| -------- | ------- | ------------------ | ---------------- | -------------------- |
| Чоловіки | 62      | 15                 | 42               | 5                    |
| Жінки    | 66      | 18                 | 40               | 8                    |
| Разом    | 128     | 33                 | 82               | 13                   |